# Gavia moldavica
Gavia moldavica je prapovijesna vrsta ptice iz reda plijenora. Živjela je u kasnom miocenu. Nađena je u Kišinjevu, glavnom gradu Moldavije. 